# Lewisham, New South Wales
Lewisham är en stadsdel i Sydney i Australien. Den ligger i kommunen Inner West och delstaten New South Wales, i den sydöstra delen av landet, nära centrala Sydney. Antalet invånare var 3 164 vid folkräkningen 2016.